# Glock 25

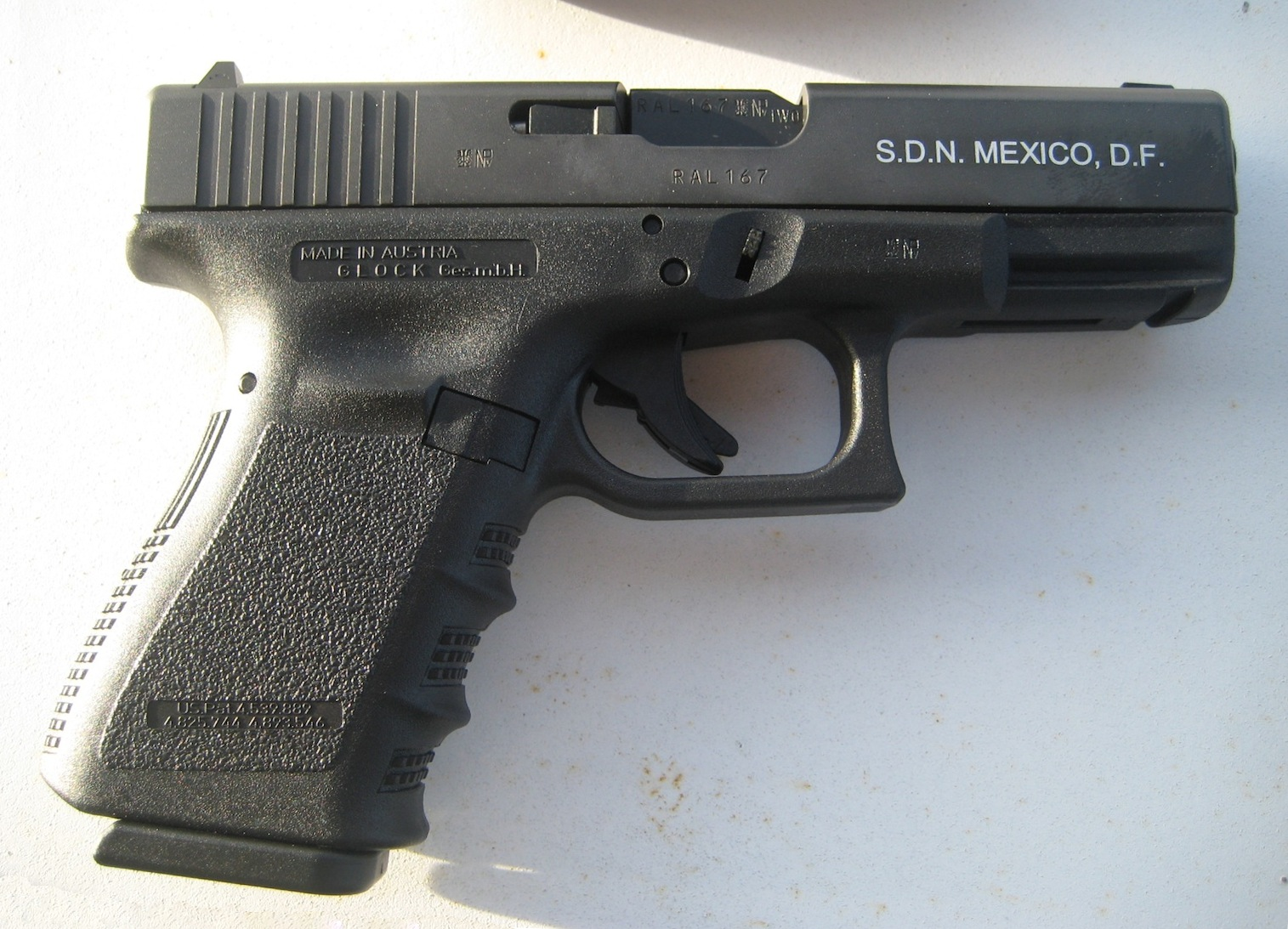
La version mexicaine du Glock 25

Le Glock 25 est la version en 9 mm court du Glock 19 produit depuis 1995 pour les pays prohibant le 9 mm Parabellum sur leur marché civil de la défense personnelle.

## Identification
L'arme est de couleur noire mate. Le G25 possède des rayures de maintien  placées à l'avant et à l'arrière de la crosse,  un pontet rectangulaire se terminant en pointe sur sa partie basse et à l'avant, hausse et mire fixe. On trouve le marquage du modèle à l'avant gauche du canon. Les rainures sur la crosse ainsi que les différents rails en dessous du canon pour y positionner une lampe n'apparaissent que depuis la deuxième génération. Sur la quatrième génération, on note l'apparition d'un rail au standard « Picatinny » cranté sur toute la longueur et d'un bouton de déverrouillage du chargeur ambidextre.

## Technique
- Fonctionnement : Safe Action
- Munition :	.380 ACP
- Longueur totale : 174 mm
- Longueur du canon : 102 mm
- Capacité du chargeur : 15/17 cartouches
- Masse de l'arme sans chargeur : 570 g
- Masse de l'arme avec un chargeur plein : 	780 g

## Diffusion
De par son calibre, le G25 est courant en Amérique latine notamment au Brésil et au Mexique dont les lois interdisent l'usage des armes de poing en calibre 9 mm Luger à leurs citoyens.